# Bertrand Fagalde
 (août 2014).
Si vous disposez d'ouvrages ou d'articles de référence ou si vous connaissez des sites web de qualité traitant du thème abordé ici, merci de compléter l'article en donnant les références utiles à sa vérifiabilité et en les liant à la section « Notes et références ».
Marie Bertrand Alfred Fagalde, né le 22 juillet 1878 à Boghar (Algérie française) et mort le 6 février 1966  à Garches, est un militaire français. Général de corps d'armée (1938), grand officier de la Légion d'honneur (le 4 juin 1940)

## Biographie
Élève de l'École de guerre (1905-1907), d'où il sort 1er de sa promotion. Promu capitaine le 24 juin 1910, il est à l'état major de la 5e armée quand éclate la Première Guerre mondiale, qu'il termine avec le grade de lieutenant-colonel. Anglophile, il est envoyé à Londres comme agent de liaison en 1917.
Il est attaché militaire à Londres jusqu'en 1927.
Élevé au rang de général de corps d'armée le 19 juin 1939, il est affecté au 16e corps de la 7e armée, il participe à la bataille de Dunkerque au côté de l'amiral Abrial. Pour son action dans les Flandres il est promu grand officier de la Légion d'honneur, par le général Weygand. Il est fait prisonnier le 18 juin 1940 en Normandie. 
Emprisonné à la forteresse de Königstein, libéré par l'armée soviétique le 9 mai 1945, il est inculpé peu après son retour en France pour intelligence avec l'ennemi (d'autres sources parlent de "actes de nature à nuire à la défense nationale"), avec les généraux d'Arras (sl)et Dubuisson (sl)durant sa captivité et condamné, à cinq ans de réclusion, à la perte du grade et à la confiscation de ses biens,. Après une demande de travailler en Allemagne laissée sans réponse, il avait en effet demandé son intégration à la Waffen-SS avant de se rétracter en apprenant qu'il devrait porter l'uniforme allemand. Lors de son procès, Fagalde déclara: 
« Quand j'appris en mai 1944 que l'engagement dans les Waffen SS était précédé d'une permission à passer en France, j'entrevis la possibilité de disparaître au cours de cette permission. Je signai sans la lire de trop près une demande d'engagement rédigée par le commandant du camp. »
Son pourvoi en cassation est rejeté en 1950. Plus tard, l'affaire a été rouverte et toutes les accusations ont été abandonnées, sa réputation a été rétablie.[réf. nécessaire]